# 西沟街道
西沟街道是中华人民共和国陕西省榆林市神木市下辖的一个街道办事处。

## 行政区划
西沟街道下辖以下村级行政区划单位：
丰家塔社区、灰昌沟村、丰家塔村、黑石岩村、雨则古梁村、沙沟峁村、三道河村、沙哈拉村、四卜树村、圪柳沟村、上中咀峁村、下中咀峁村、沙石岭村、头道河村。